# Sounding the Seventh Trumpet
Sounding the Seventh Trumpet is het debuutalbum van de Amerikaanse metalband Avenged Sevenfold. Het album werd voor het eerst uitgebracht op 31 januari 2001, door het label Goodlife Recordings. Ruim een jaar later, op 19 maart 2002 werd het opnieuw uitgegeven, nu door het label Hopeless Records. De cd-hoes van de tweede uitgave was enigszins aangepast: de titel stond nu op de voorkant, wat bij de originele uitgave niet het geval was. Ook bevatte de tweede versie het nummer To End the Rapture (Heavy Metal version), een nummer dat eerder was uitgekomen op de ep The Warmness of the Soul. Het was het enige nummer op het album waarin de nieuwe gitarist van de band, Synyster Gates, te horen was.

## Tracklist
1. To End the Rapture - 1:23
2. Turn the Other Way - 5:35
3. Darkness Surrounding - 4:48
4. The Art of Subconscious Illusion - 3:44
5. We Come Out at Night - 4:43
6. Lips of Deceit - 4:08
7. Warmness on the Soul - 4:18
8. An Epic of Time Wasted - 4:17
9. Breaking Their Hold - 1:11
10. Forgotten Faces - 3:26
11. Thick and Thin - 4:14
12. Streets - 3:05
13. Shattered by Broken Dreams - 7:06

## Bezetting
| M. Shadows     | Zang                                        |
| Synyster Gates | Sologitaar (alleen op "to End the Rapture") |
| West Douldin   | Slaggitaar                                  |
| The Rev        | Drums                                       |
| Dameon Ash     | Basgitaar                                   |